# Parque D. Carlos I

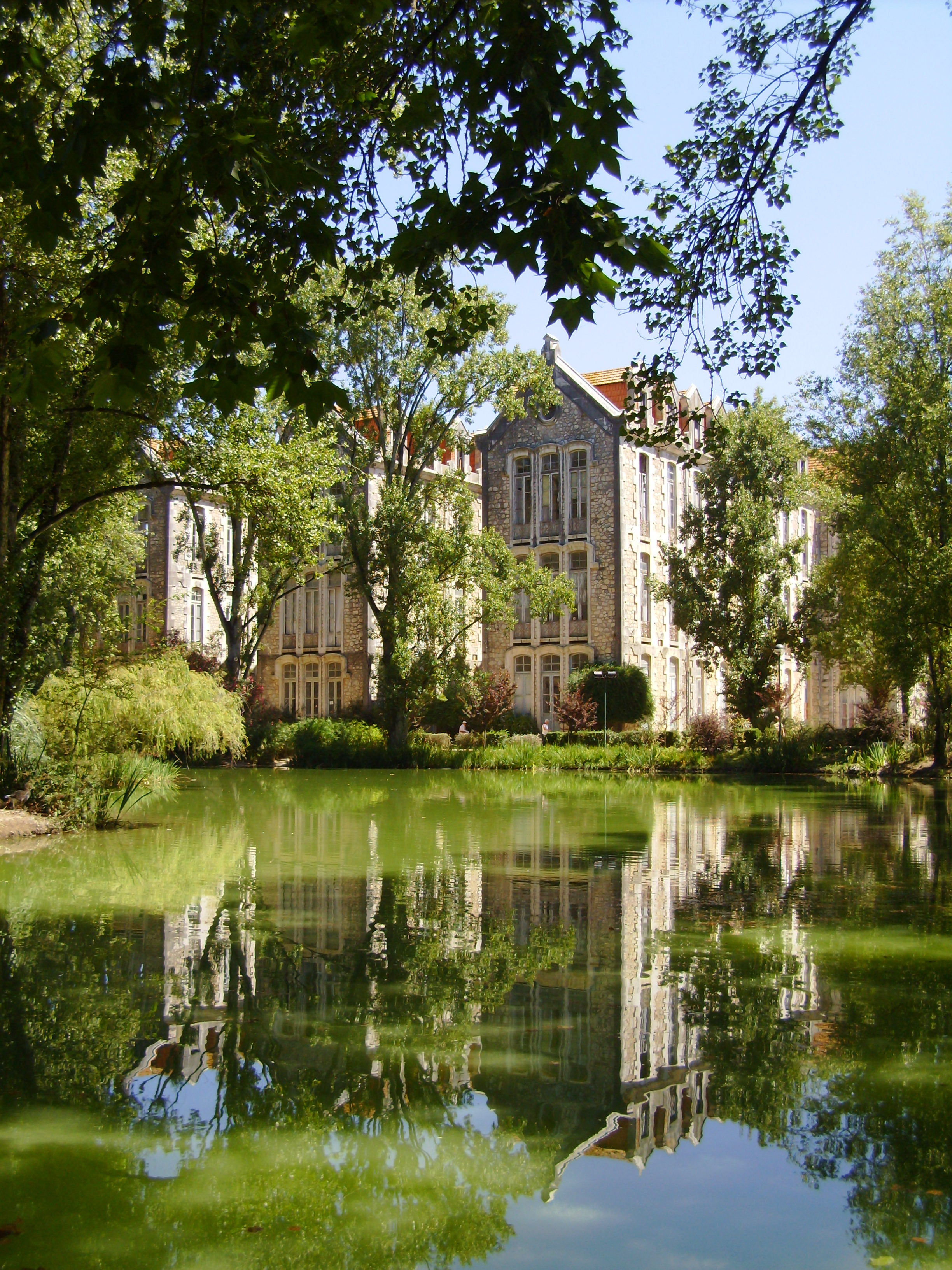
Parque D. Carlos I, pavilhões.

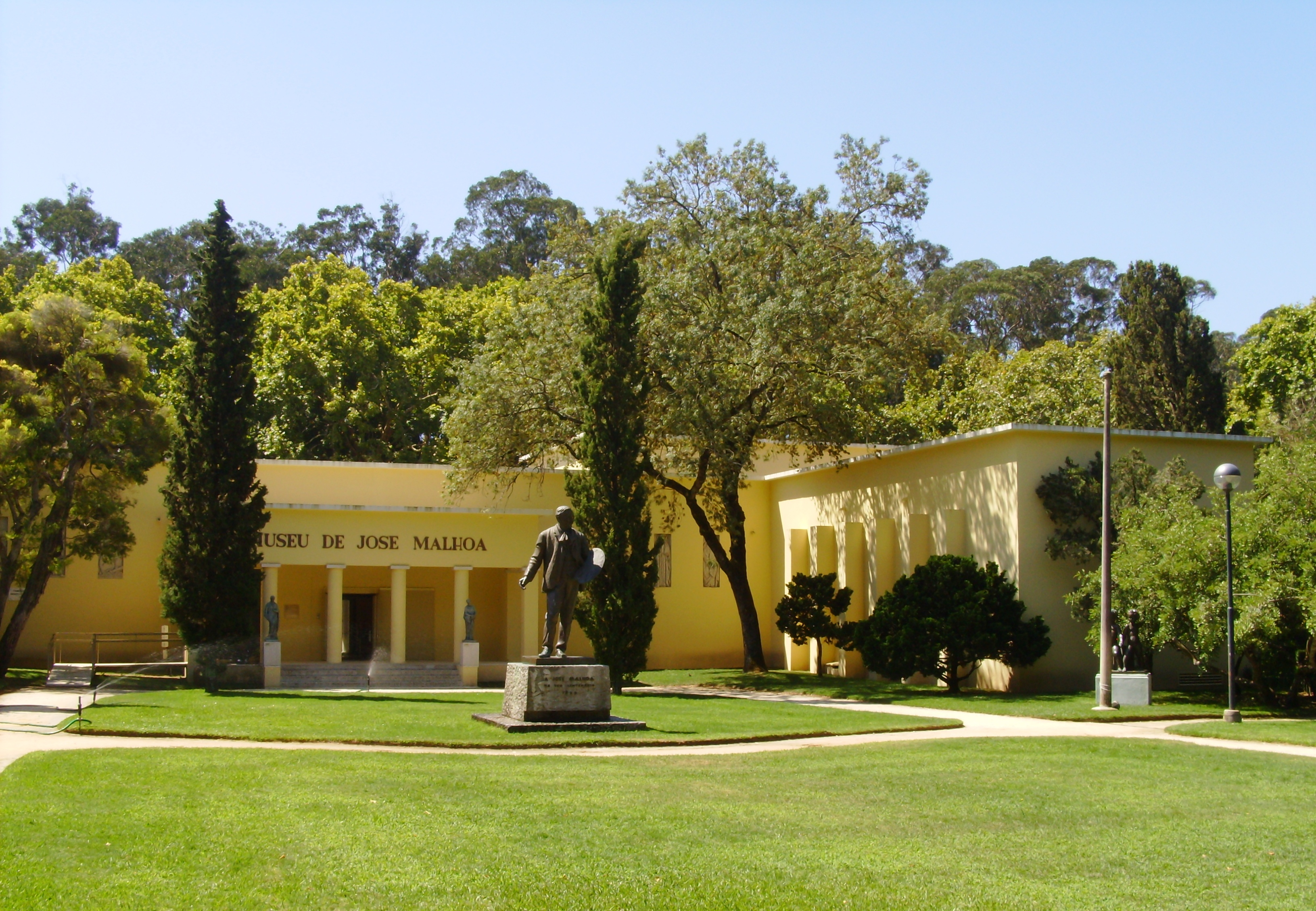
Museu de José Malhoa.

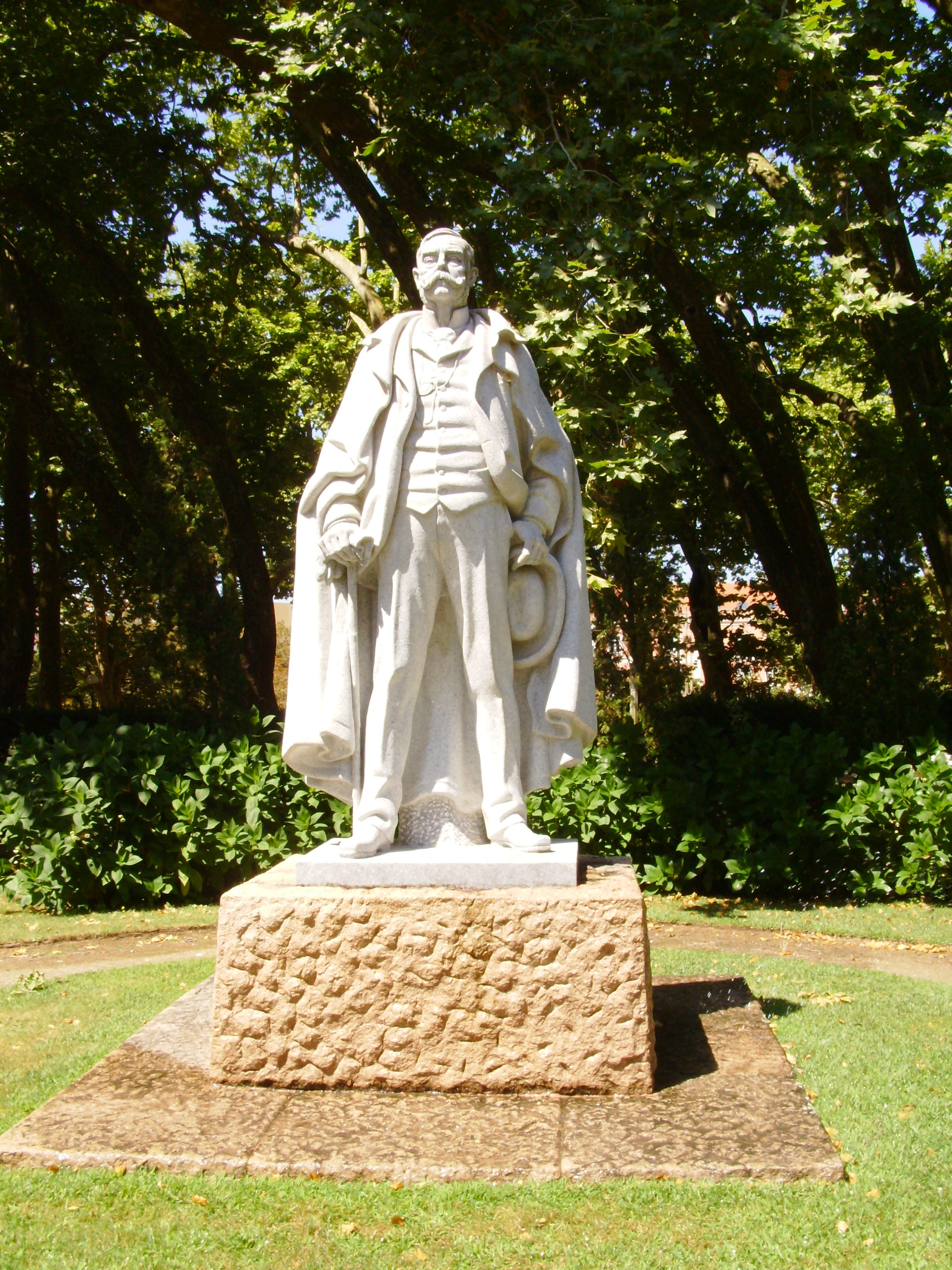
Estátua de Ramalho Ortigão por Leopoldo de Almeida.)

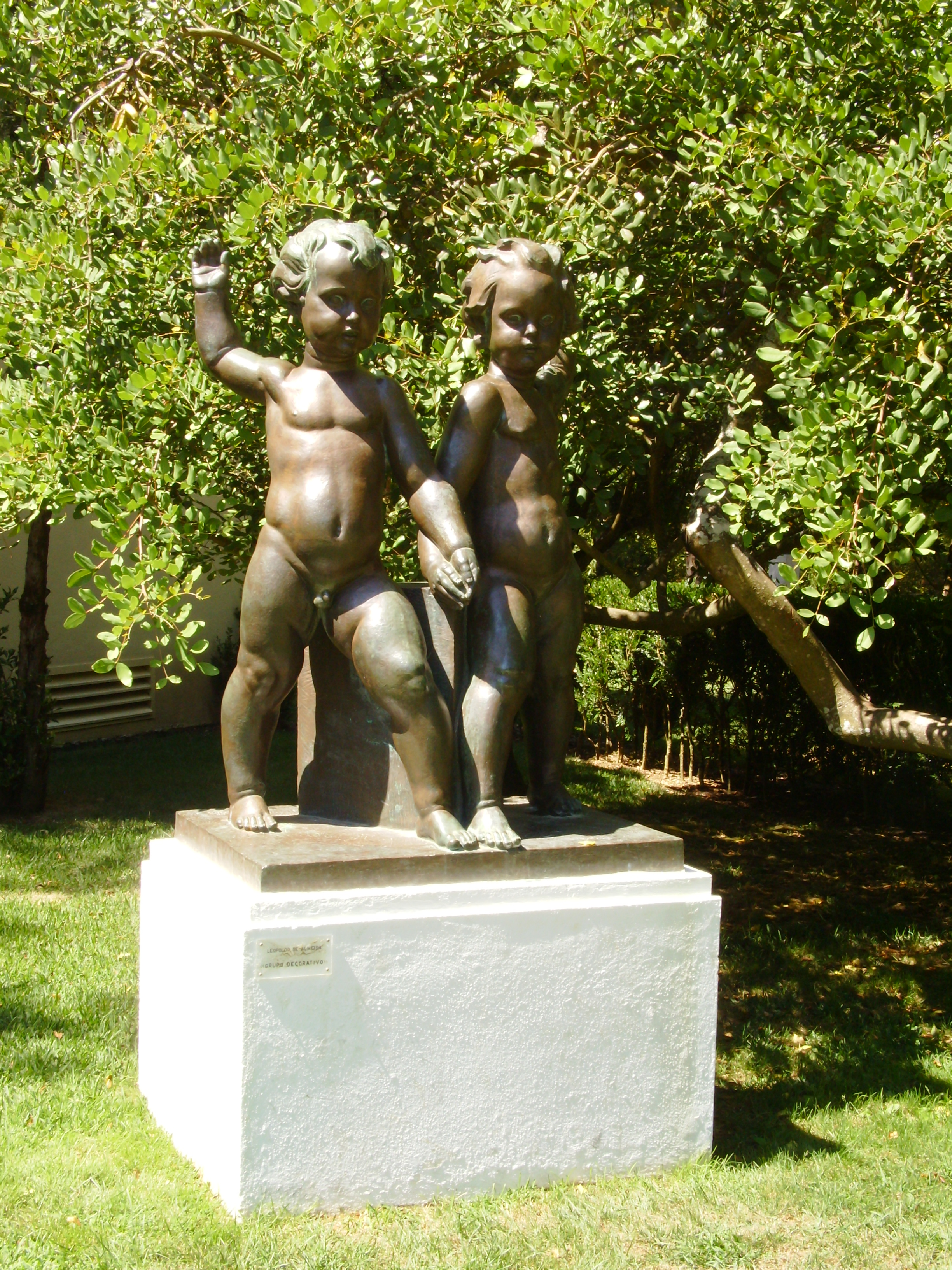
"Grupo Decorativo" (bronze, por Leopoldo de Almeida).

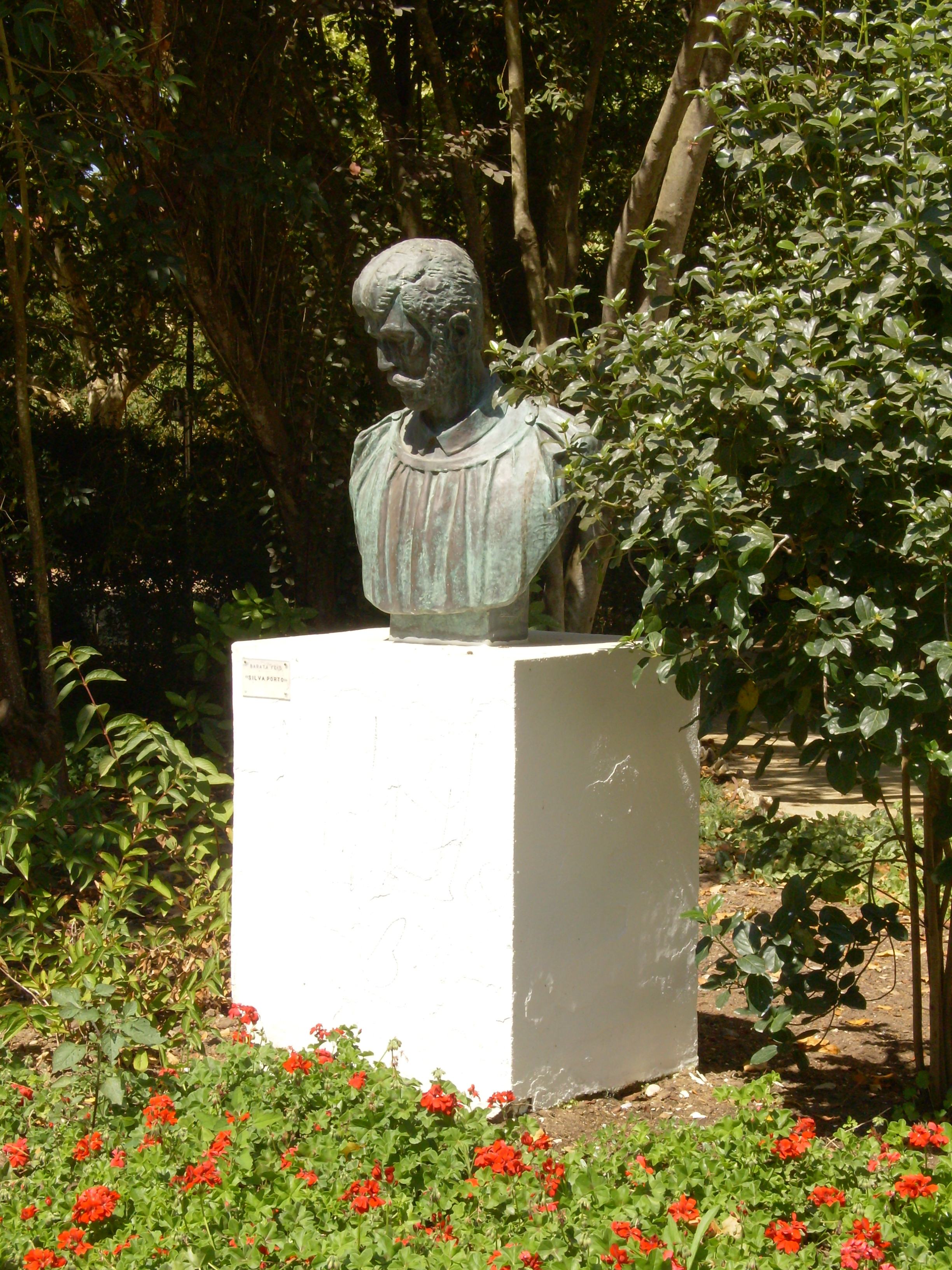
Busto de Silva Porto (bronze, por Salvador Barata Feyo).

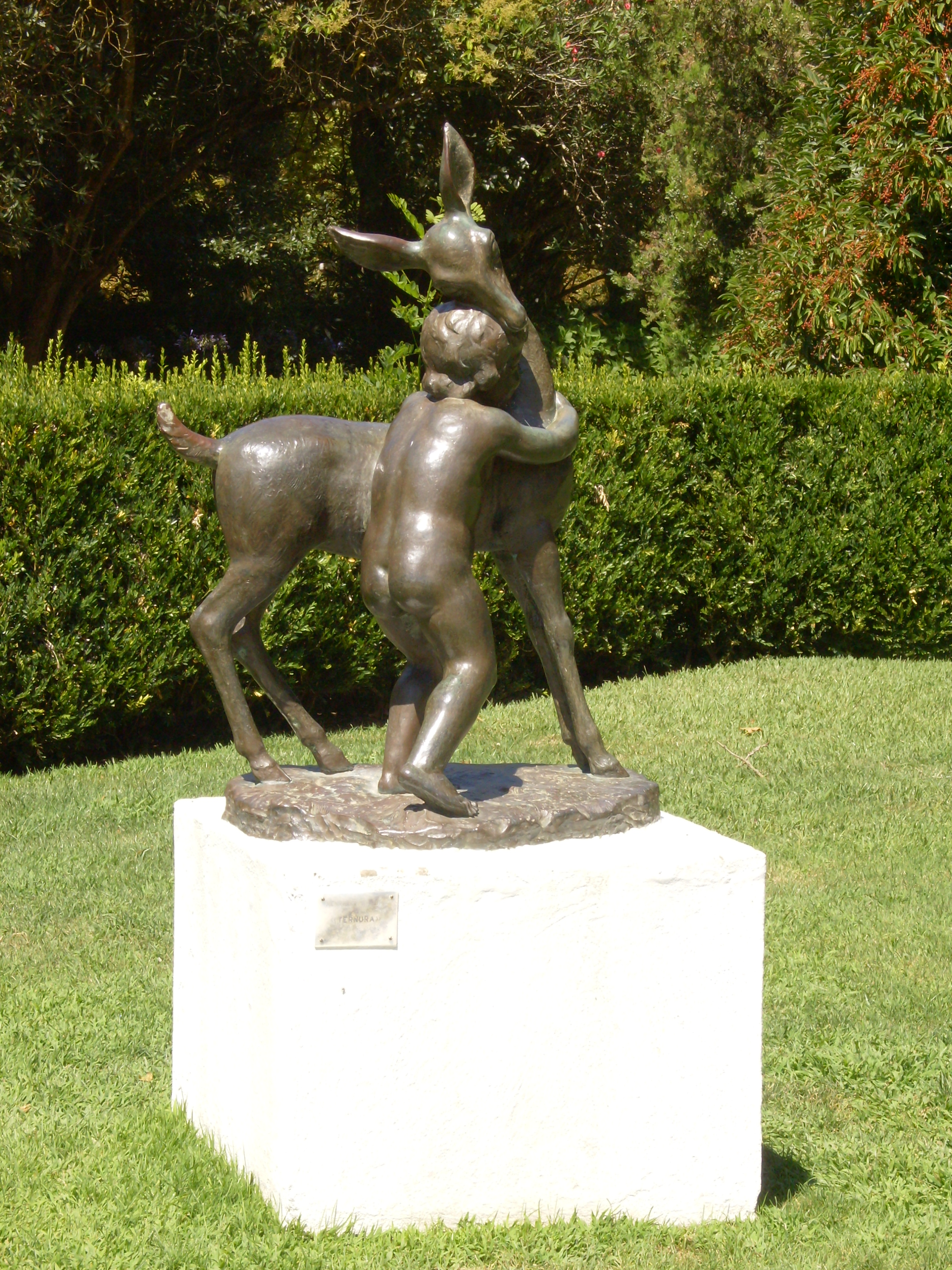
"Ternura" (bronze, por Henrique Moreira.

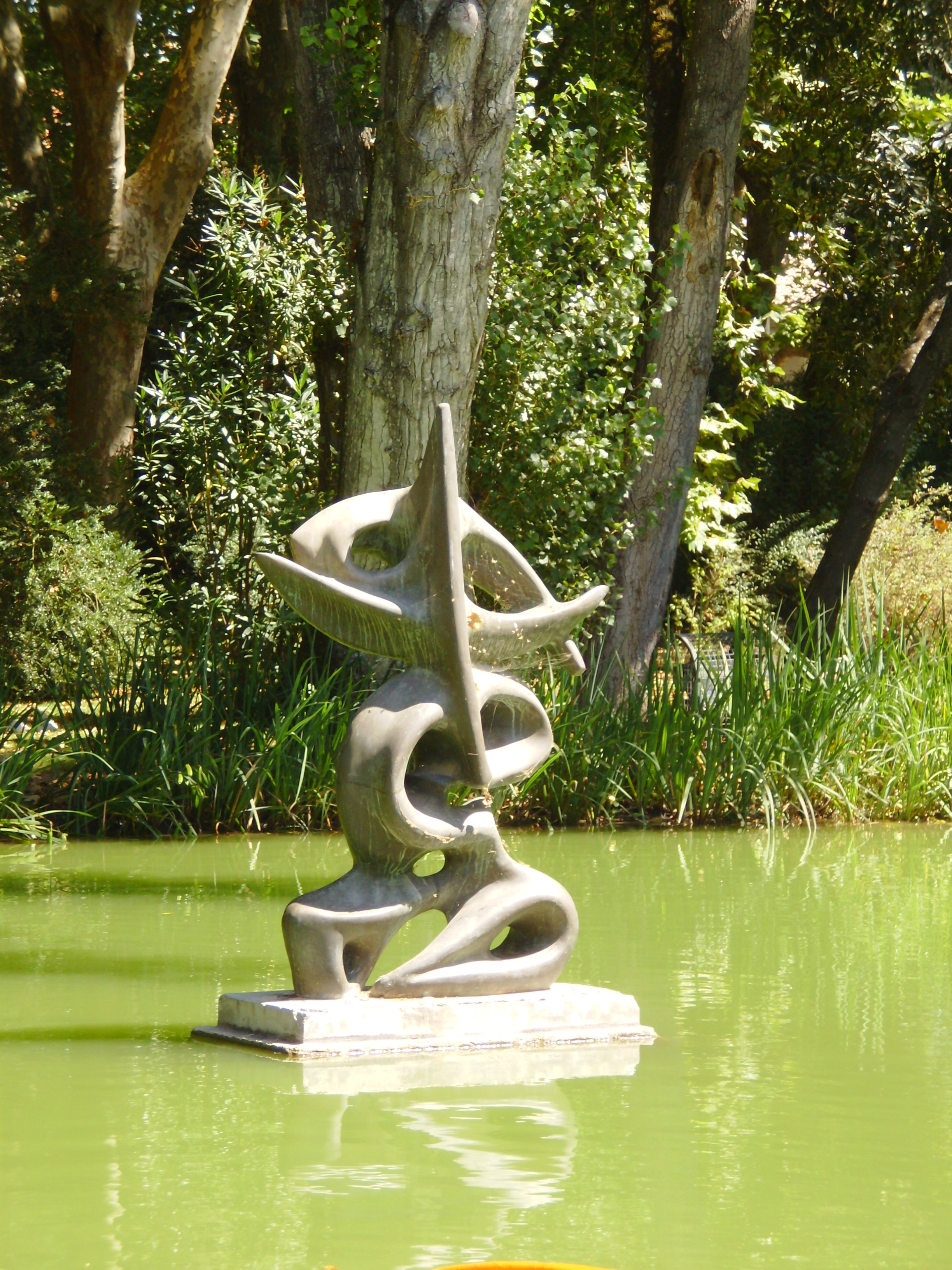
Parque D. Carlos I: escultura no lago.

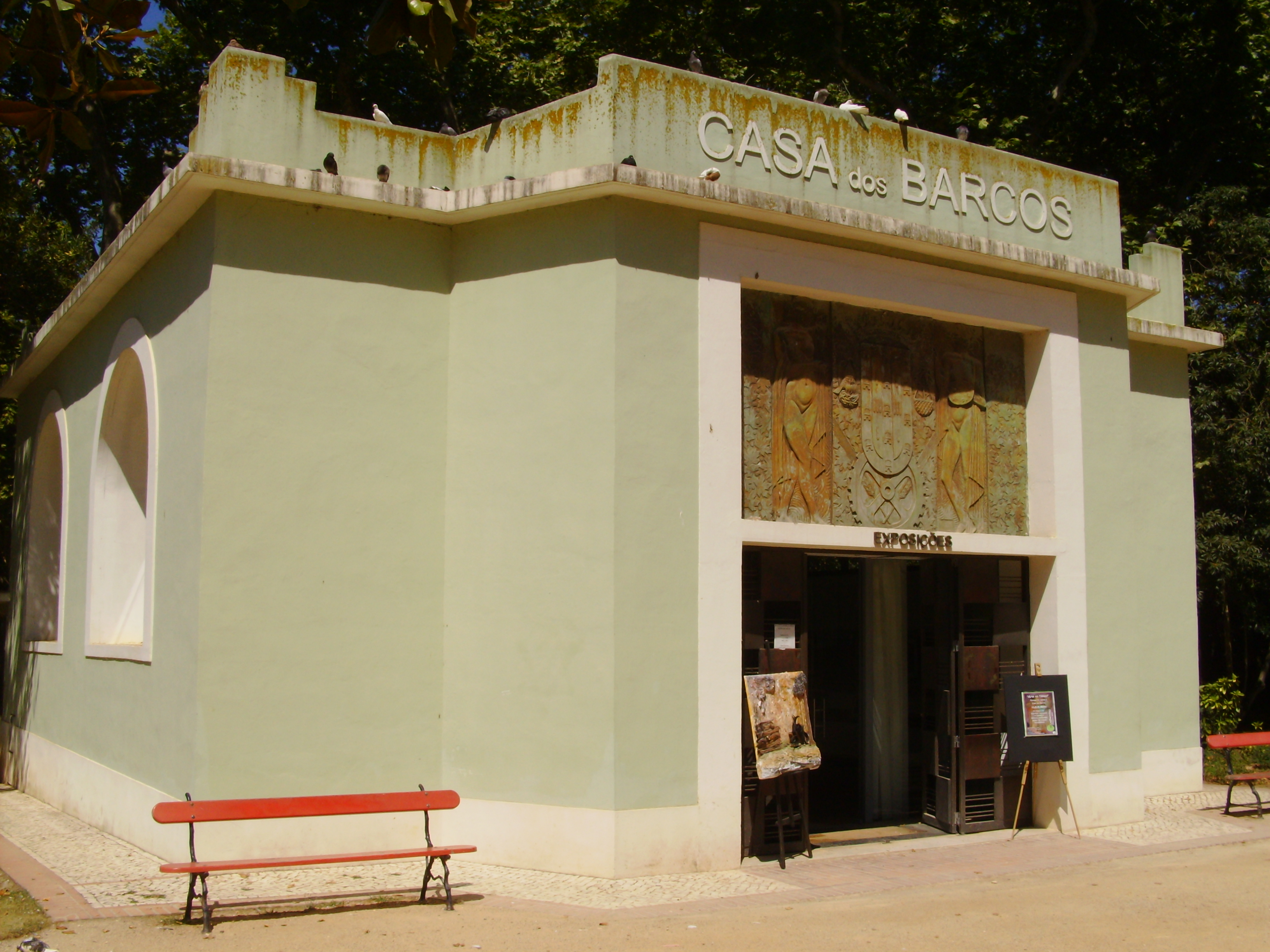
Parque D. Carlos I: Casa dos Barcos.

O Parque D. Carlos I, também referido como Parque das Termas das Caldas da Rainha, localiza-se na cidade das Caldas da Rainha, na Região Oeste de Portugal.
Trata-se de um jardim romântico, anexo ao Hospital Termal Rainha D. Leonor. Recebeu o seu nome em homenagem ao rei Carlos I de Portugal.

## História

### Antecedentes
O conceito de um parque do hospital termal remonta a um espaço arborizado, anexo à "Casa da Convalescença" erguida no reinado de João V de Portugal, integrado na Mata Rainha D. Leonor, onde os doentes podiam passear e convalescer. Até à época do Marquês de Pombal a zona do atual parque era constituída por terras de vinha e de oliveiras.

### O Passeio da Copa
Mais tarde, na passagem do século XVIII para o século XIX, período em que se inicia a afirmação da burguesia, os conceitos de lazer e de divertimento integram-se como um novo elemento, complementar à acção terapêutica. Neste contexto foi implantado o chamado "Passeio da Copa", por iniciativa do Dr. António Gomes da Silva Pinheiro administrador do hospital entre 1799 e 1833. Este jardim, típicamente barroco, com elementos como escadarias, muros de suporte e eixos de simetria, tinha a dupla função de permitir aos doentes que vinham tratar-se no hospital, recuperarem-se da sua doença e, possibilitar a sua recreação, em passeios como era costume à época. Em pouco tempo, entretanto, o jardim será alterado, existindo planta do novo "Passeio da Copa" datada de 1806, que corresponde grosso modo, à parte norte do atual parque.
As mudanças trazidas pelo Liberalismo em Portugal, fazem-se sentir em considerável mudança na sociedade portuguesa, com a afirmação da burguesia enquanto classe social. A partir de então aumenta o afluxo às àguas termais, sobretudo às das Caldas da Rainha, por parte das classes dirigentes: ir às àguas para tratamento e divertimento tornou-se moda, refletindo uma tendência em toda a Europa.
Personalidades de renome como Ramalho Ortigão e Pinheiro Chagas fazem referências ao "Passeio da Copa" e à sua utilização pelos aquistas. O Clube, constituído em 1837, nasce como um símbolo do liberalismo, como um local onde os sócios e as suas famílias se reuniam para partilhar leituras, jogos - com destaque para o "whist" e o "boston" -, concertos e bailes.
Em 1884 a direção do Hospital Termal reuniu-se para formular um plano de reformas para o estabelecimento, de modo a torná-lo mais competitivo quer a nível nacional quer internacional. Um dos pontos mais importantes era a questão dos espaços contíguos ao hospital, que necessitavam ser melhorados. O Dr. Francisco Pimentel, então administrador chegou a tomar algumas medidas nesse sentido, iniciando obras de alargamento do Passeio da Copa, para o que foi necessário expropriar o imóvel do teatro da Sociedade Dramática Caldense. No entanto, por dificuldades de orçamento, as reformas pretendidas não chegaram a ter lugar à época.

### O Jardim Romântico
O caminho de ferro chegou às Caldas em 1887, tornando imperativa a modernização do Hospital. A 3 de janeiro de 1888 um novo administrador toma posse no Hospital Termal: o arquiteto Rodrigo Maria Berquó, que anteriormente havia trabalhado nas Caldas da Felgueira.
Com Berquó inicia-se uma nova etapa na história do Hospital Termal. Assim que tomou posse deu início ao projeto do novo Parque que propôs batizar de "D. Carlos I" em homenagem ao monarca. Este, por sua vez, autorizou-o em 20 de novembro de 1889.
Berquó começou por solicitar uma verba do orçamento de 1888-1889 para proceder à transformação das vinhas existentes junto do Passeio da Copa, num parque arbóreo com um grande lago central. Complementarmente destacou a necessidade de se estabelecer diferentes jogos - ténis, croquet, bola, tiro à pistola, música no coreto e passeios de barco no lago ou de bicicleta nas alamedas -, que tornariam a localidade num espaço mais aprazível, com maior capacidade de atração de público.
A partir de então, a ação de Berquó em relação ao novo Parque desenvolveu-se segundo três eixos: o seu alargamento, a construção de um lago artificial, a vedação e o policiamento.
Para esse fim, foi necessário utilizar não apenas o terreno de cultivo do próprio Hospital, mas também expropriar terrenos originalmente destinados a uma urbanização, o que causou polémica à época. Berquó sustentou que esses terrenos eram indispensáveis para a construção do Parque e, entre os argumentos contra a construção da urbanização, incluiu relatórios dos médico do hospital.
O lago artificial constituía-se em elemento inovador: em 1891 já havia sido escavado no local escolhido, iniciando-se o seu revestimento. A formação do mesmo implicou no problema do seu abastecimento. O projeto inicial de alimentá-lo com a água termal que sobrasse das aplicações mostrou-se insuficiente, sendo necessária a aprovação de um orçamento suplementar para aquisição de tubos de ferro fundido para conduzir a água do depósito da Mata Rainha D. Leonor para o estabelecimento balnear e o Parque.
O parque de Berquó definia-se como uma paisagem do Romântico, então em moda na Europa, que valorizava o sentimentalismo e o naturalismo.
Berquó promoveu ainda obras no Clube, fazendo erguer um Salão de Festas, uma Sala de Baile e o "Céu de Vidro".
Em Junho de 1892 as obras do Parque, concluídas, foram inauguradas. Estimam-se que, nesse período, tenham sido empregados cerca de 2000 trabalhadores.
Os Pavilhões do Parque foram projetados nos finais do século XIX por Rodrigo Berquó para serem o novo hospital D. Carlos I. O projeto previa a construção de sete pavilhões, destinados a enfermarias, uma galeria com 55 metros de comprimento e instalações sanitárias. Berquó morreu antes da conclusão do projeto e os pavilhões nunca chegaram a cumprir essa função, tendo servido, durante mais de 100 anos, para albergar um quartel militar, uma esquadra da polícia e uma escola secundária até ficarem desocupados.

### O século XX
Com a morte de Berquó, tomou posse o Dr. Filipe de Andrada Rebelo, que não deu continuidade à obra de seu antecessor. O advento do século XX, cuja primeira metade foi marcada por duas guerras mundiais no plano internacional e pela Proclamação da República no plano interno, fez com que o Parque caísse em relativo abandono, apesar de intervenções pontuais nas décadas de 1930 e de 1940. Desse modo, em 1935 o então administrador Dr. Mário Rocha, determinou substituir algumas árvores envelhecidas e em más condições, e, na segunda metade da década de 1940, era discutida a necessidade de melhorias e embelezamento do parque, embora a escassez de verbas se fizesse sentir.
O parque viria a ser remodelado em 1948, com projeto paisagístico da autoria de Francisco Caldeira Cabral, tendo as obras se prolongado até 1951. O novo projeto retomou as formas mais regulares, o arrelvamento de espaços baldios, o cultivo de sebes de flores variadas e coloridas, a plantação de novas árvores e caracterizou-se pelo emprego de contraste sombra/luz e de tanques e fontes embelezadas com azulejos e bicas de cantaria. O Hospital passou a contar com uma estufa de flores própria, onde podia preservar as já existentes ou desenvolver novas espécies. O sucesso é atestado já em 1950, quando a imprensa local elogia os melhoramentos até então efetuados. O projecto compreendia ainda o alargamento do Museu de José Malhoa e a construção de um Restaurante-Bar, para substituir a esplanada, assim como a reparação do rinque de patinagem cujo pavimento então pedia cuidados.
Para além das árvores seculares, o parque conta hoje com equipamento recreativo e infraestruturas onde destacam-se o lago com barcos, o coreto, o restaurante-bar com esplanada, o parque de merendas e o campo de ténis. Do ponto de vista cultural, destacam-se o Museu de José Malhoa (inaugurado em 1934, na "Casa dos Barcos") e as numerosas esculturas distribuídas pela área do parque.

### O século XXI
Os pavilhões, propriedade do Estado foram concessionado à Câmara no final de 2015. Em 2017, os pavilhões foram concessionados pela autarquia à Visabeira que ali deverá construir um hotel de cinco estrelas. Em setembro de 2023, um incêndio destruiu parte de um dos pavilhões.